# Ann-Kathrin Spöri
Ann-Kathrin Spöri (* 23. April 2001 in Starnberg) ist eine deutsche Badmintonspielerin.

## Karriere
Spöri begann im Alter von sieben Jahren beim TuS Geretsried Badminton zu spielen. 2016 zog sie nach Mülheim an der Ruhr, um am Badminton-Leistungszentrum zu trainieren und besuchte das Yonex Badminton Internat. Im selben Jahr siegte sie zum ersten Mal die deutschen Nachwuchsmeisterschaften im Dameneinzel. In den beiden nächsten Jahren konnte Spöri den nationalen Titel in der Altersklasse U17 erneut für sich beanspruchen. Spöri qualifizierte sich als einzige deutsche Badmintonspielerin für die Olympischen Jugend-Sommerspiele 2018 in Buenos Aires, wo sie in der Vorrunde ausschied. Zur Saison 2018/19 stieg sie mit dem TuS Geretsried in die 2. Bundesliga Süd auf und gewann den Titel im Dameneinzel bei den deutschen Juniorenmeisterschaften. Nach ihrem Schulabschluss entschied sie sich neben ihrer sportlichen Karriere ein Maschinenbaustudium an der Hochschule Ruhr-West aufzunehmen. In der folgenden Spielzeit wechselte Spöri zum TV Refrath und trat in der höchsten deutschen Spielklasse an. In ihrer ersten Bundesligasaison wurde sie mit ihrem neuen Verein Vizemeisterin. 2020 und 2021 kam Spöri mit der Nationalmannschaft zwei Mal bei Mannschaftseuropameisterschaften auf das Podium und erspielte im Dameneinzel die Bronzemedaille bei den Deutschen Meisterschaften 2021. Außerdem stand sie im Aufgebot der deutschen Nationalmannschaft für die Mannschaftsweltmeisterschaften, den Sudirman Cup 2021 und den Uber Cup 2020.
In ihrem letzten Spiel als Leistungssportlerin unterlag sie im Finale wie im Vorjahr um den Titel als Deutsche Meisterin im Dameneinzels 2023 Yvonne Li.

## Sportliche Erfolge
| Jahr | Veranstaltung                        | Platz | Disziplin   |
| ---- | ------------------------------------ | ----- | ----------- |
| 2016 | Deutsche Nachwuchsmeisterschaft 2016 | 1.    | Dameneinzel |
| 2017 | Deutsche Nachwuchsmeisterschaft 2017 | 1.    | Dameneinzel |
| 2018 | Deutsche Nachwuchsmeisterschaft 2018 | 1.    | Dameneinzel |
| 2018 | Swedish Juniors 2018                 | 3.    | Dameneinzel |
| 2019 | Deutsche Juniorenmeisterschaft 2019  | 1.    | Dameneinzel |
| 2020 | Bundesliga-Saison 2019/20            | 2.    | Mannschaft  |
| 2020 | Mannschaftseuropameisterschaft 2020  | 2.    | Mannschaft  |
| 2021 | Mannschaftseuropameisterschaft 2021  | 3.    | Mannschaft  |
| 2022 | Deutsche Meisterschaft 2022          | 2.    | Dameneinzel |
| 2023 | Deutsche Meisterschaft 2023          | 2.    | Dameneinzel |